# Granulopyrenis
Granulopyrenis is een geslacht van schimmels uit de familie Pyrenulaceae. De typesoort is Granulopyrenis antillensis. De naam van het geslacht werd in 1991 geldig gepubliceerd door de Nederlandse mycoloog André Aptroot.

## Soorten
Volgens Index Fungorum telt het geslacht zes soorten (peildatum februari 2023):
| Soortnaam                     | Auteur(s)                                | Publicatiejaar |
| ----------------------------- | ---------------------------------------- | -------------- |
| Granulopyrenis antillensis    | Aptroot                                  | 1991           |
| Granulopyrenis hymnothora     | (Ach.) Aptroot                           | 1991           |
| Granulopyrenis macrocarpoides | (Zahlbr.) Aptroot                        | 1991           |
| Granulopyrenis nigrescens     | (Müll. Arg.) R.C. Harris                 | 1995           |
| Granulopyrenis portoricensis  | (Petr.) You Z. Wang, Aptroot & K.D. Hyde | 2004           |
| Granulopyrenis seawardii      | Aptroot & Sipman                         | 2001           |